# Consort Zhen
La Consort Zhen (恪順皇貴妃), ou Concubine Zhen, né le 27 février 1876 et morte le 15 août 1900 dans la Cité interdite, est une consort de l'empereur de Chine Guangxu, de la dynastie Qing.

## Biographie
Issue d'un clan mandchou (Tatara) de la bannière rouge à bordure, elle est connue des étrangers sous le nom de « Perle » (Pearl). Elle est la sœur de la Consort Jin (en).
La légende veut qu'elle ait été noyée dans un puits de la Cité interdite sur ordre de l'impératrice douairière Cixi.

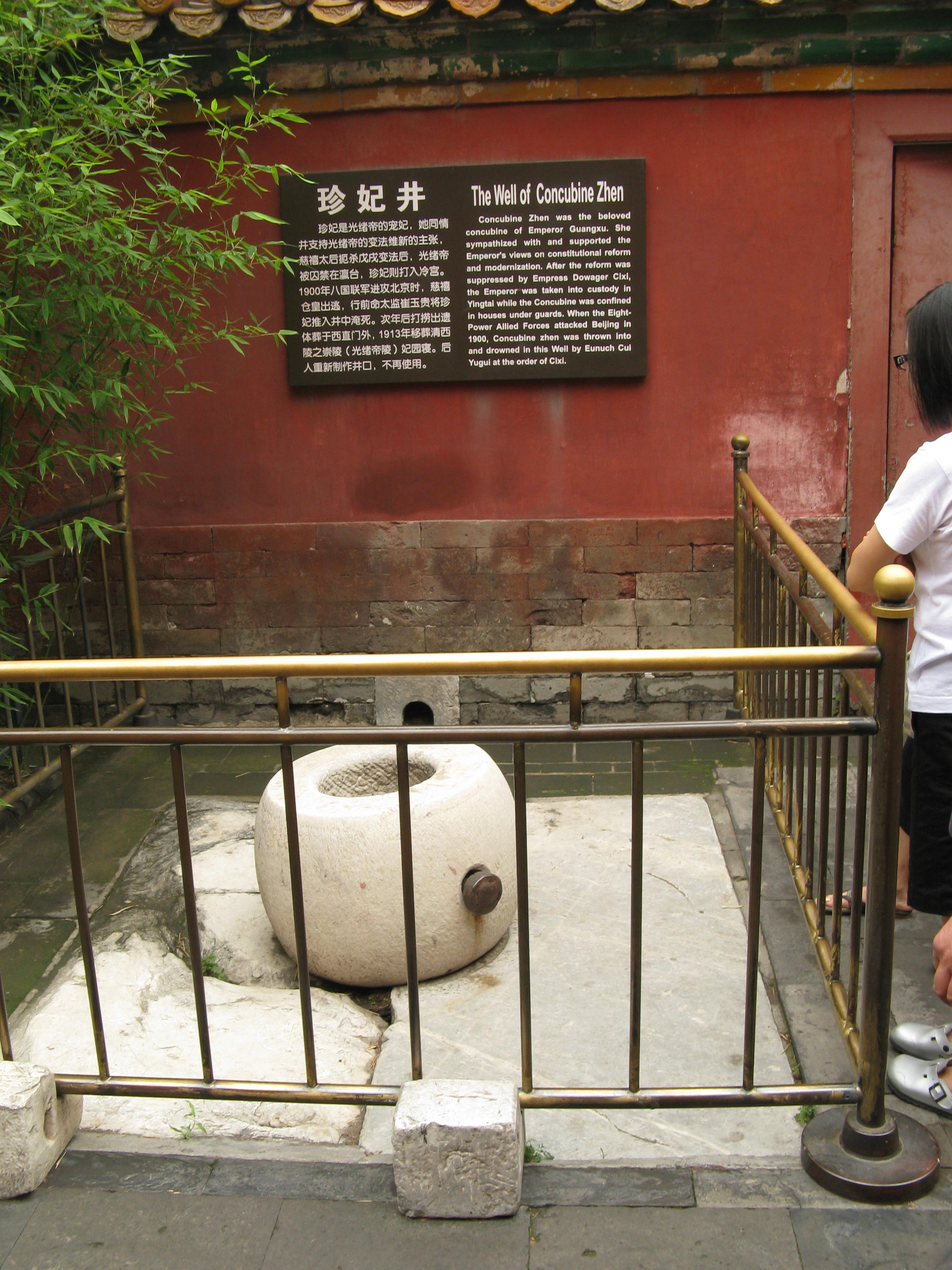
Le puits de la Consort Zhen où elle aurait été tuée.